# Келлогг (Айова)
Келлогг (англ. Kellogg) — місто (англ. city) в США, в окрузі Джеспер штату Айова. Населення — 606 осіб (2020).

## Географія
Келлогг розташований за координатами 41°43′5″ пн. ш. 92°54′25″ зх. д. / 41.71806° пн. ш. 92.90694° зх. д. (41.718027, -92.907079).  За даними Бюро перепису населення США в 2010 році місто мало площу 0,95 км², уся площа — суходіл.

## Демографія
Згідно з переписом 2010 року, у місті мешкало 599 осіб у 261 домогосподарстві у складі 160 родин. Густота населення становила 633 особи/км².  Було 299 помешкань (316/км²).
Расовий склад населення:
| - 98,2 % — білих - 0,5 % — азіатів - 0,2 % — корінних американців - 0,2 % — чорних або афроамериканців |

До двох чи більше рас належало 0,2 %. Частка іспаномовних становила 2,2 % від усіх жителів.
За віковим діапазоном населення розподілялося таким чином: 20,9 % — особи молодші 18 років, 66,4 % — особи у віці 18—64 років, 12,7 % — особи у віці 65 років та старші. Медіана віку мешканця становила 40,6 року. На 100 осіб жіночої статі у місті припадало 101,7 чоловіків;  на 100 жінок у віці від 18 років та старших — 103,4 чоловіків також старших 18 років.
Середній дохід на одне домашнє господарство  становив 54 626 доларів США (медіана — 48 482), а середній дохід на одну сім'ю — 65 220 доларів (медіана — 63 182). За межею бідності перебувало 6,1 % осіб, у тому числі 7,6 % дітей у віці до 18 років та 4,0 % осіб у віці 65 років та старших.
Цивільне працевлаштоване населення становило 375 осіб. Основні галузі зайнятості: освіта, охорона здоров'я та соціальна допомога — 21,1 %, виробництво — 16,8 %, публічна адміністрація — 11,2 %, науковці, спеціалісти, менеджери — 8,3 %.